# Katastrofa kolejowa na stacji Łódź Kaliska
Katastrofa kolejowa na stacji Łódź Kaliska – katastrofa kolejowa, do której doszło 28 września 1946 roku około godziny 5:40 na stacji Łódź Kaliska.
Przyczyną katastrofy było najechanie pociągu pospiesznego jadącego z Wrocławia (nr 502) na zatrzymany przez dyżurnego stacji niezgodnie z przepisami pociąg osobowy nr 524. Na skutek zderzenia zniszczony został brankard i dwa wagony w pociągu osobowym, a w pociągu pospiesznym wykoleiła się lokomotywa parowa.
Media podawały różną liczbę ofiar katastrofy. Według Dziennika Polskiego na miejscu zginęło 17 osób, kolejnych 6 zmarło w szpitalu, a 150 osób odniosło obrażenia. Ministerstwo Komunikacji w komunikacie opublikowanym 1 października 1946 roku podało, że w katastrofie zginęło 14 osób, 7 zmarło w kolejnych dniach, a 42 osoby odniosły ciężkie obrażenia. Istnieją informacje o tym, iż liczba ofiar znacznie przewyższała podawaną przez ówczesne media, które podlegały cenzurze.